# Exocentrus malickyi
Exocentrus malickyi är en skalbaggsart som beskrevs av Holzschuh 2007. Exocentrus malickyi ingår i släktet Exocentrus och familjen långhorningar. Inga underarter finns listade i Catalogue of Life.